# Trésor de Melsonby

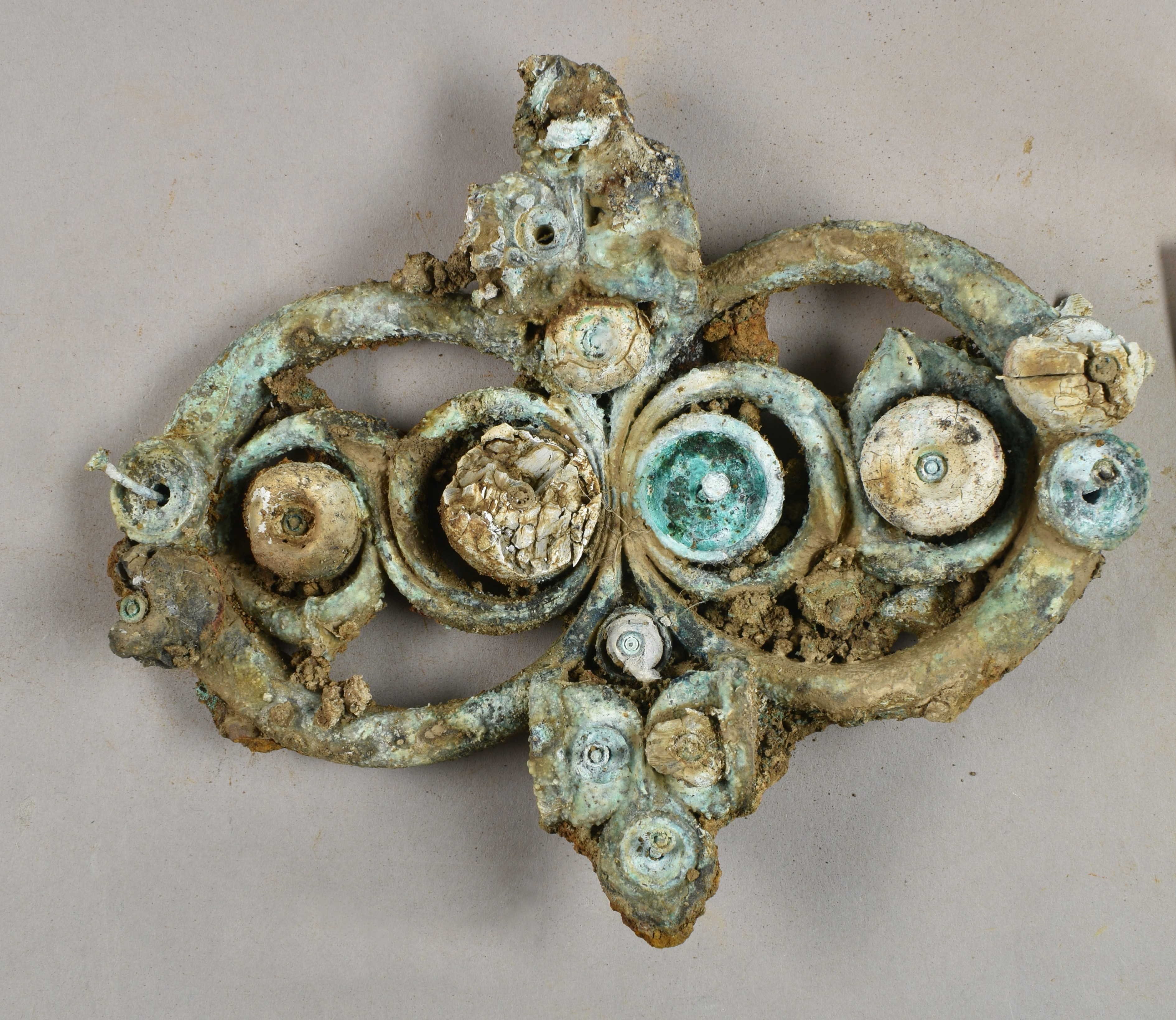
Jonction de sangle décorative.

Le trésor de Melsonby, est composé de centaines d'objets de l’âge du fer britannique retrouvés enterrés dans un champ près de Melsonby dans le Yorkshire du Nord, en Angleterre. Le spécialiste de la détection de métaux Peter Heads signale la découverte en décembre 2021, ce qui conduit à la fouille du site par l'université de Durham en 2022. Les fouilles sont réalisées avec l'appui du British Museum et grâce à une subvention de l'organisme Historic England. La découverte est annoncée publiquement le 25 mars 2025, jour de l'ouverture au public de l'exposition temporaire de certains objets au Yorkshire Museum à York.

## Description du trésor
Les archéologues ayant travaillé sur le trésor lui attribuent une importance internationale, et considèrent qu'il s'agit de l'un des plus remarquables témoignages de l'âge du fer découverts au Royaume-Uni. Le trésor a été déposé au Ier siècle apr. J.-C., à l'époque de la conquête romaine de la Grande-Bretagne. Le lieu de la découverte est proche des fortifications de l'âge du fer de Stanwick, une colline fortifiée qui était la capitale royale de Cartimandua, reine de la tribu des Brigantes.
Parmi les plus de 900 objets découverts figurent un miroir de fer, des parures individuelles, trois lances cérémonielles, les restes de deux chaudrons ornés, de harnais et de mors de cheval élaborés et vingt-huit jantes en fer qui témoignent de l'utilisation de chariots à quatre roues ainsi que de chars à deux roues, au moins sept au total,,. 
En mars 2025, un grand nombre d'objets, toujours corrodés, n'ont pas encore pu être séparés et identifiés.
Les matériaux utilisés dans la fabrication des objets comprennent le fer, l'alliage de cuivre, le verre, l'émail et le corail de Méditerranée,. L'un des chaudrons, peut-être un bol à vin avec couvercle, présente un mélange de styles décoratifs méditerranéens et de l'âge du fer. Il semble que de nombreux objets ont été délibérément endommagés ou brûlés avant d'être enterrés, afin de souligner le statut social prestigieux de leur propriétaire, bien qu'aucun reste humain n'ait été retrouvé.
La découverte est considérée comme « exceptionnelle » et la quantité et la variété des objets sont très inhabituelles pour la Grande-Bretagne de l'âge du fer,. Cela atteste probablement de l'influence d’une élite puissante en Grande-Bretagne, capable de tisser des liens sur le continent et avec le monde romain,.